# Бекетово (Амурская область)
Бе́кетово — упразднённое село в Магдагачинском районе Амурской области России. Исключён из учётных данных в 1984 году.

## Название
Название происходит от фамилии землепроходца Петра Ивановича Бекетова.

## География
Урочище находится в центральной части Амурской области, на левом берегу реки Амур, на расстоянии примерно 57 километров (по прямой) к юго-западу от посёлка городского типа Магдагачи, административного центра района. Абсолютная высота — 247 метров над уровнем моря.

## История
Основано в 1859 году.
По данным 1926 года в административном отношении Бекетово входило в состав Бекетовского сельсовета Рухловского района Зейского округа Дальневосточного края.
В 1938 году Рухловский район был переименован в Сковородинский. В 1973 году село было передано в состав Тыгдинского района (в 1977 году переименован в Магдагачинский). Являлось центром Бекетовского сельсовета.
Исключено из учётных данных в 1984 году как фактически не существующее.

## Население
По данным 1926 года в Бекетове имелось 40 хозяйств (34 крестьянского типа и 6 прочих) и проживало 162 человека (88 мужчин и 74 женщины). В национальном составе населения преобладали русские.